# Леонидовка (Есильский район)
Леонидовка (каз. Леонидовка) — село в Есильском районе Северо-Казахстанской области Казахстана. Входит в состав Корнеевского сельского округа. Код КАТО — 594249200.

## Население
В 1999 году население села составляло 260 человек (131 мужчина и 129 женщин). По данным переписи 2009 года, в селе проживало 170 человек (84 мужчины и 86 женщин).